# Parallel Ocean Program
Il Parallel Ocean Program (POP) è un modello tridimensionale della circolazione oceanica progettato principalmente per lo studio del clima oceanico.
Il  modello è sviluppato e gestito principalmente dai ricercatori del Los Alamos National Laboratory. 